# I Rugrats da grandi
I Rugrats da grandi (All Grown Up!) è uno spin-off de I Rugrats che narra le vicende dei protagonisti che vanno a scuola.
In Italia è stato trasmesso su Nickelodeon il 7 aprile 2006 e in seguito replicato su Nick Jr nel novembre 2011.

## Trama
Tommy, Dil, Chuckie, Phil, Lil, Kimi, Angelica e Susie ora sono adolescenti e devono affrontare i vari problemi e le situazioni che si verificano durante questa età.

## Personaggi
- Tommy (Thomas Malcolm) Pickles: è ancora il leader coraggioso e carismatico del gruppo e ha iniziato ad avere interesse per il cinema, l’informatica e la fotografia.
- Chuckie (Charles Crandall Norbert) Finster: ha sempre la sua indole "strana" ma simpatica e ha paura di essere considerato un vigliacco. È innamorato di Nicole, una ragazza molto popolare.
- Dil (Dillon Prescott) Pickles: è diventato un tipo di nerd molto particolare e brillante, per quanto sciroccato ed è ossessionato dagli alieni, a cui Tommy non crede.
- Kimi Watanabe-Finster: è diventata molto indipendente. Le piace la musica bizzarra e vestirsi in modo funky. Il suo obiettivo è far trovare il coraggio a Chuckie.
- Phil (Philip) De Ville: È il pagliaccio del gruppo e gli piacciono ancora le cose grossolane, ma è più divertente che mai. Ha iniziato ad avere la passione per la cucina in cui è molto bravo. Di solito si arrabbiano con lui per il suo senso dell'umorismo asinino. Gli piace anche il calcio.
- Lil (Lillian) De Ville: Ora ha meno cose in comune con suo fratello gemello Phil, ma non lo odia, e si concentra sulla ricerca della propria indipendenza, dal momento che non vuole essere vista come l'eterna gemella. Ha iniziato ad avere la passione per il calcio.
- Angelica Pickles: la cugina di Tommy, è meno prepotente rispetto alla serie originale. Ha un telefono cellulare e fa cose da adolescenti. Ama molto Tommy e i suoi amici ed è simpatica, ma a volte capita che li torturi e che trovi Tommy, Chuckie e Dil (Phil di meno) fastidiosi.
- Susie Carmichael: ha iniziato ad avere la passione per la musica ed il canto. Vuole molto bene ad Angelica, anche se litigano spesso.

## Episodi

### Stagione 1: 2003-2004
| #   | Episodio                        |
| 1.  | Susie Sings the Blues           |
| 2.  | Coup DeVille                    |
| 3.  | Chuckie's in Love               |
| 4.  | Bad Kimi                        |
| 5.  | Truth or Consequences           |
| 6.  | Thief Encounter                 |
| 7.  | River Rats                      |
| 8.  | It's Cupid, Stupid              |
| 9.  | The Old & the Restless          |
| 10. | Tweenage Tycoons                |
| 11. | Tommy Foolery                   |
| 12. | Lucky 13                        |
| 13. | Brother, Can You Spare the Time |

### Stagione 2: 2004-2005
| #   | Episodio                             |
| 14. | Interview With a Campfire (Part One) |
| 15. | Interview With a Campfire (Part Two) |
| 16. | Bad Aptitude                         |
| 17. | Saving Cynthia                       |
| 18. | Fools Rush In                        |
| 19. | Memoirs of a Finster                 |
| 20. | Miss Nose it All                     |
| 21. | Runaround Susie                      |
| 22. | Izzy or Isn't He?                    |
| 23. | The Science Pair                     |
| 24. | Project Chuckie                      |
| 25. | Fear of Falling                      |

### Stagione 3: 2004-2005
| #   | Episodio                           |
| 26. | Dude, Where's My Horse? (Part One) |
| 27. | Dude, Where's My Horse? (Part Two) |
| 28. | Blind Man's Bluff                  |
| 29. | Yu-Gotta-Go                        |
| 30. | Curse of Reptar                    |
| 31. | It's Karma, Dude!                  |
| 32. | The Big Score                      |
| 33. | Rats Race                          |
| 34. | The Finster Who Stole Christmas    |
| 35. | Wouldn't it Be Nice?               |

### Stagione 4: 2007
| #   | Episodio                        |
| 36. | Separate But Equal              |
| 37. | Ladies Man                      |
| 38. | Rachel, Rachel                  |
| 39. | Lost at Sea                     |
| 40. | O Bro, Where Art Thou?          |
| 41. | Rat Traps                       |
| 42. | In the Family's Way             |
| 43. | A DeVille House Divided         |
| 44. | R.V. Having Fun Yet? (Part One) |
| 45. | R.V. Having Fun Yet? (Part Two) |

### Stagione 5: 2007-2008
| #   | Episodio                       |
| 46. | Susie Goes Bad Lite            |
| 47. | Golden Boy                     |
| 48. | Trading Places'                |
| 49. | TP+KF                          |
| 50. | Super Hero Worship             |
| 51. | What's Love Got to Do With It? |
| 52. | All Broke Up                   |
| 53. | Petition This!                 |
| 54. | Brothers Grimm                 |
| 55. | Bad Blood                      |

## Doppiaggio
| Personaggio       | Doppiatore originale | Doppiatore italiano |
| ----------------- | -------------------- | ------------------- |
| Tommy Pickles     | Elizabeth Daily      | Maura Cenciarelli   |
| Angelica Pickles  | Cheryl Chase         | Monica Ward         |
| Chuckie Finster   | Christine Cavanaugh  | Tatiana Dessi       |
| Phil DeVille      | Kath Soucie          | Paola Majano        |
| Lil DeVille       | Kath Soucie          | Ilaria Latini       |
| Suzie Carmichael  | Cree Summer          | Laura Latini        |
| Dil Pickles       | Tara Strong          | Barbara Pitotti     |
| Nonno Lou Pickles | Joe Alaskey          | Mario Milita        |
| Stu Pickles       | Jack Riley           | Angelo Maggi        |
| Didi Pickles      | Melanie Chartoff     | Alessandra Grado    |
| Nonna Minka       | Melanie Chartoff     | Francesca Palopoli  |
| Chazz Finster     | Michael Bell         | Fabrizio Picconi    |
| Kira Finster      | Julia Kato           | Antonella Baldini   |
| Howard DeVille    | Phil Proctor         | Oliviero Dinelli    |
| Charlotte Pickles | Tress MacNeille      | Gabriella Borri     |